# Chicolam
José Francisco Peligrino Xavier (São Paulo, 1974), mais conhecido como Chicolam é professor, designer e quadrinista de Joinville (Santa Catarina). Graduado pela Faculdade de Belas Artes de São Paulo no ano de 1997, realizou em seu Trabalho de Conclusão de Curso em Desenho Industrial o projeto Menino Caranguejo, um personagem de História em Quadrinhos em defesa dos manguezais. Em 2003 se mudou da cidade de São Paulo para a cidade de Joinville em Santa Catarina, para lecionar no curso de Design da Universidade da Região de Joinville, onde também coordena o projeto de extensão universitária Desenho Animado Ambiental desde 2005, com a participação de alunos bolsistas, voluntários na produção de materiais de apoio à Educação Ambiental, utilizando a linguagem lúdica presente nas histórias em quadrinhos e nos desenhos animados. Em 2007 obteve o título de Mestre em Educação com a Dissertação Desenho Animado Ambiental: Uso do Desenho Animado Ambiental como estratégia metodológica para Educação Ambiental.
Em 2 de abril de 2007 foi lançada a primeira história em quadrinhos do personagem, a HQ nº 01 - Ambiente Colateral, com o apoio da Fundação Cultural de Joinville (Edital de Apoio às Artes do SIMDEC) e do Departamento e Escritório de Design da Univille. No ano seguinte, a revista ganhou o 20º Troféu HQ Mix na categoria "Melhor Publicação independente de autor" e o 24º Prêmio Angelo Agostini na categoria "Melhor lançamento de 2007". Publica diariamente, desde 2008, as tirinhas do Menino Caranguejo e da turma do Mangue nos principais jornais de Santa Catarina: A Notícia de Joinville, Jornal de Santa Catarina de Blumenau e Diário Catarinense de Florianópolis.
Em 2010 junto com sua esposa, Viviane Cris Mendes e com os amigos Fabiano Debortoli e Eugênio Siqueira fundaram o Instituto Caranguejo de Educação Ambiental com o objetivo de produzir materiais focados na Educação Ambiental utilizando quadrinhos e animação com os personagens Menino Caranguejo e a Turma do Mangue.
Sua atividade no Instituto Caranguejo está atrelada à gerência e ao desenvolvimento de novas histórias em quadrinhos para os almanaques Menino Caranguejo. Além de realizar projetos voltados ao uso de novas tecnologias para a Educação Ambiental. Ainda realiza palestras, workshops e visitas em diversas escolas, abordando, por meio da linguagem dos quadrinhos, uma nova perspectiva sobre os valores culturais e socioambientais.

## Prêmios
Com a animação Caranga – Do outro lado do Manguezal:
- Melhor Produção no Festival Serra Comics 2014.

- 1º Lugar no 6º Cine Água de Beber da Coca-Cola (2012);

- 1º Lugar (Vencedor Absoluto) no 7º Animaserra - Festival Nacional de Cinema de Animação, Quadrinhos e Games da Região Serrana do Rio de Janeiro (2012);

- 3º Lugar no 2º AnimaCatarina - Mostra de Animações Acadêmicas (2012);

- Selecionada para 6ª Baixada Animada - Mostra de Cinema de Animação da Baixada Fluminense (2012);

- Participação na Sessão Livre do 7º Locomotiva - Festival de Cinema de Animação - Garibaldi/RS (2012);

- Selecionada na 2ª Mostra de Cinema Infanto Juvenil de Blumenau (2012);

- Selecionada para Mostra Competitiva da 11ª Mostra de Cinema Infantil de Florianópolis (2012).

Com a animação Menino Caranguejo
- Segundo lugar no Festival Anima Mundi Web para a animação: Menino Caranguejo em 2004.

Com o projeto Almanaque Ambiental Menino Caranguejo
- Melhor Quadrinho no Festival Serra Comics 2014.

Com a HQ nº 01
- 24º Prêmio Angelo Agostini (2008) para a história em quadrinhos: Menino Caranguejo #01, “Ambiente Colateral”,  como ‘Melhor Lançamento de 2007’.

- 20.º Troféu HQ Mix (2008) para a história em quadrinhos: Menino Caranguejo #01, “Ambiente Colateral”, como Melhor Publicação Independente